# Championnats du monde de patinage synchronisé
Les Championnats du monde de patinage synchronisé ISU (WSSC), sont les championnats du monde pour la catégorie senior du patinage synchronisé. Ils sont organisé depuis 2000 par l'ISU et rassemblent chaque année un peu plus d'une vingtaine d'équipe.
Depuis sa création, la compétition a été dominée par la Suède et la Finlande. C'est l'équipe suédoise Team Surprise qui est la plus titrée avec un total de six médailles d'or, quatre médailles d'argent et une de bronze. Les équipes finlandaises comptabilisent un total de 30 médailles dont 14 comprenant cinq titres, obtenues par Marigold IceUnity. Les Helsinki Rockettes comptabilisent elles trois titres de championnes du monde pour un total de 13 médailles.
D'autres équipes majeures viennent du Canada, avec Les Suprêmes qui comptabilisent trois médailles d'or, ou NEXXICE avec deux titres mondiaux, l'équipe russe Team Paradise comptabilise elle trois titres. Les équipes américaines ont un total de sept médailles comprenant deux d'argent et cinq de bronze remportées par Haydenettes et Miami University.
En 2024, Les Suprêmes ont marqué l'histoire de la discipline en devenant la première équipe à remporter le titre de championnes du monde trois années consécutives.

## Qualification
Pour avoir une chance de se qualifier, les équipes senior doivent obtenir un total de 43.00 points minimum en additionnant les meilleures notes techniques obtenues au programme court et libre dans des compétitions reconnues par la ISU. Cela peut être obtenu au cours de la saison en cours ou la saison précédente.
Ensuite, chaque pays membre de l'ISU comprenant une équipe remplissant cette condition, peut faire entrer une équipe aux championnats du monde. Les pays membre se plaçant dans le top cinq des pays des derniers championnats du monde peuvent faire y entrer une seconde équipe.

## Palmarès
| Année | Lieu             | Or                                                                                            | Argent                                                                                        | Bronze                                                                                        | Source |
| 2000  | Minneapolis      | Team Surprise                                                                                 | black ice                                                                                     | Marigold IceUnity                                                                             |        |
| 2001  | Helsinki         | Team Surprise                                                                                 | Rockettes                                                                                     | black ice                                                                                     |        |
| 2002  | Rouen            | Marigold IceUnity                                                                             | Team Surprise                                                                                 | black ice                                                                                     |        |
| 2003  | Ottawa           | Team Surprise                                                                                 | Marigold IceUnity                                                                             | Les Suprêmes                                                                                  |        |
| 2004  | Zagreb           | Marigold IceUnity                                                                             | Team Surprise                                                                                 | Rockettes                                                                                     |        |
| 2005  | Göteborg         | Team Surprise                                                                                 | Rockettes                                                                                     | Marigold IceUnity                                                                             |        |
| 2006  | Prague           | Marigold IceUnity                                                                             | Team Surprise                                                                                 | Rockettes                                                                                     |        |
| 2007  | London           | Team Surprise                                                                                 | Miami University                                                                              | NEXXICE                                                                                       |        |
| 2008  | Budapest         | Rockettes                                                                                     | Team Surprise                                                                                 | NEXXICE                                                                                       |        |
| 2009  | Zagreb           | NEXXICE                                                                                       | Team Unique                                                                                   | Team Surprise                                                                                 |        |
| 2010  | Colorado Springs | Rockettes                                                                                     | Marigold IceUnity                                                                             | Haydenettes                                                                                   |        |
| 2011  | Helsinki         | Rockettes                                                                                     | Marigold IceUnity                                                                             | Haydenettes                                                                                   |        |
| 2012  | Göteborg         | Team Surprise                                                                                 | NEXXICE                                                                                       | Haydenettes                                                                                   |        |
| 2013  | Boston           | Team Unique                                                                                   | NEXXICE                                                                                       | Haydenettes                                                                                   |        |
| 2014  | Courmayeur       | Marigold IceUnity                                                                             | NEXXICE                                                                                       | Rockettes                                                                                     |        |
| 2015  | Hamilton         | NEXXICE                                                                                       | Marigold IceUnity                                                                             | Team Paradise                                                                                 |        |
| 2016  | Budapest         | Team Paradise                                                                                 | Rockettes                                                                                     | Haydenettes                                                                                   |        |
| 2017  | Colorado Springs | Team Paradise                                                                                 | Marigold IceUnity                                                                             | NEXXICE                                                                                       |        |
| 2018  | Stockholm        | Marigold IceUnity                                                                             | Team Surprise                                                                                 | Team Paradise                                                                                 |        |
| 2019  | Helsinki         | Team Paradise                                                                                 | Marigold IceUnity                                                                             | Rockettes                                                                                     |        |
| 2020  | Lake Placid      | Évènement annulé à cause de la Pandémie de Covid-19 (Prévu intialement du 3 au 5 Avril 2020)  | Évènement annulé à cause de la Pandémie de Covid-19 (Prévu intialement du 3 au 5 Avril 2020)  | Évènement annulé à cause de la Pandémie de Covid-19 (Prévu intialement du 3 au 5 Avril 2020)  |        |
| 2021  | Hamilton         | Évènement annulé à cause de la Pandémie de Covid-19 (Prévu intialement du 8 au 10 Avril 2021) | Évènement annulé à cause de la Pandémie de Covid-19 (Prévu intialement du 8 au 10 Avril 2021) | Évènement annulé à cause de la Pandémie de Covid-19 (Prévu intialement du 8 au 10 Avril 2021) |        |
| 2022  | Hamilton         | Les Suprêmes                                                                                  | Rockettes                                                                                     | Marigold IceUnity                                                                             |        |
| 2023  | Lake Placid      | Les Suprêmes                                                                                  | Rockettes                                                                                     | Team Unique                                                                                   |        |
| 2024  | Zagreb           | Les Suprêmes                                                                                  | Haydenettes                                                                                   | Rockettes                                                                                     |        |
| 2025  | Helsinki         | Rockettes                                                                                     | Team Unique                                                                                   | Haydenettes                                                                                   |        |
| 2026  | Salzbourg        | Prévu le 10 et 11 Avril 2026                                                                  | Prévu le 10 et 11 Avril 2026                                                                  | Prévu le 10 et 11 Avril 2026                                                                  |        |
| 2027  | Nottingham       | Prévu le 2 et 3 Avril 2027                                                                    | Prévu le 2 et 3 Avril 2027                                                                    | Prévu le 2 et 3 Avril 2027                                                                    |        |

## Sommaire
| Rang  | Nation     | Or | Argent | Bronze | Total |
| ----- | ---------- | -- | ------ | ------ | ----- |
| 1     | Finlande   | 10 | 13     | 9      | 32    |
| 2     | Suède      | 6  | 5      | 1      | 12    |
| 3     | Canda      | 5  | 4      | 6      | 15    |
| 4     | Russie     | 3  | 0      | 2      | 5     |
| 5     | États-Unis | 0  | 2      | 6      | 8     |
| Total | Total      | 24 | 24     | 24     | 72    |

| Rang  | Équipe            | Or | Argent | Bronze | Total |
| ----- | ----------------- | -- | ------ | ------ | ----- |
| 1     | Team Surprise     | 6  | 5      | 1      | 12    |
| 2     | Marigold IceUnity | 5  | 7      | 2      | 14    |
| 3     | Rockettes         | 4  | 4      | 6      | 14    |
| 4     | Paradise          | 3  | 0      | 2      | 5     |
| 5     | Les Suprêmes      | 3  | 0      | 1      | 4     |
| 6     | NEXXICE           | 2  | 3      | 3      | 8     |
| 7     | Team Unique       | 1  | 2      | 1      | 4     |
| 8     | Haydenettes       | 0  | 1      | 6      | 7     |
| 9     | Black Ice         | 0  | 1      | 2      | 3     |
| 10    | Miami University  | 0  | 1      | 0      | 1     |
| Total | Total             | 23 | 23     | 23     | 69    |